# 2017年剛果民主共和國伊波拉出血熱疫情
2017年剛果民主共和國伊波拉出血熱疫情於2017年4月22日爆發於剛果民主共和國下韋萊省的利卡提地區，共有5例確診病例與3例可能病例，其中4人死亡。5月11日，世界衛生組織確認了首例伊波拉出血熱死亡病例。
世界衛生組織並未建議其他國家針對疫情實施旅遊管制措施，不過盧安達發出避免前往剛果民主共和國的旅遊警示，盧安達與肯亞均加強對曾前往剛果民主共和國旅客的入境檢驗。5月20日有媒體報導盧安達關閉與剛果的邊界，禁止來自疫區者入境，5月23日世界衛生組織證實盧安達禁止曾前往疫區並有發燒的旅客入境。